# Indigofera baileyi
Indigofera baileyi är en ärtväxtart som beskrevs av Ferdinand von Mueller. Indigofera baileyi ingår i släktet indigosläktet, och familjen ärtväxter. Inga underarter finns listade i Catalogue of Life.